# Victor O. Frazer

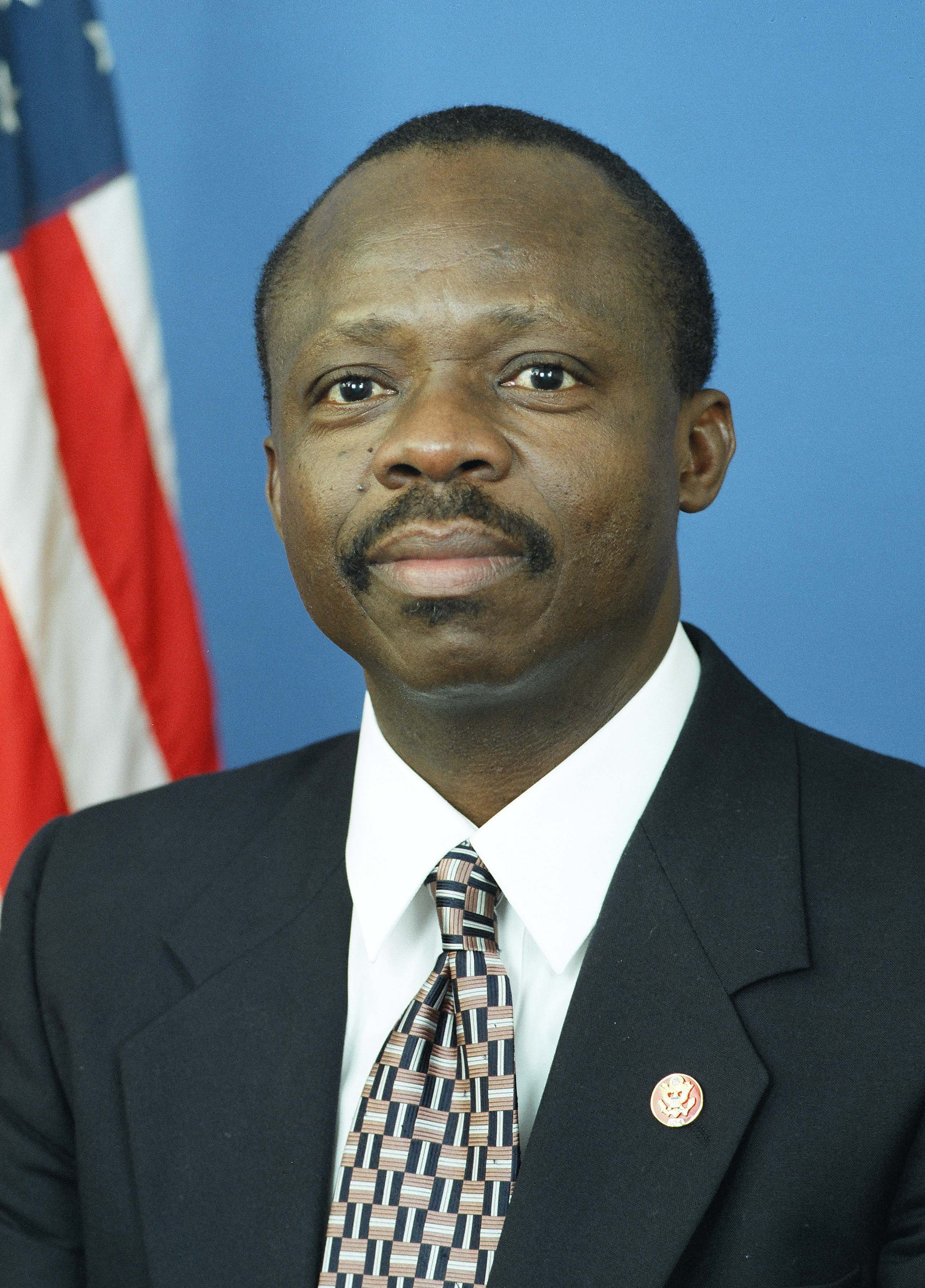
Victor O. Frazer

Victor O. Frazer (* 24. Mai 1943 in Charlotte Amalie, Saint Thomas) ist ein Politiker der Amerikanischen Jungferninseln.

## Leben
Frazer besuchte die Charlotte Amalie High School. Danach studierte er an der Fisk University in Nashville, Tennessee und erhielt dort 1964 einen Bachelor of Arts (B.A.). An der Law School der Howard University in Washington, D.C. erhielt er 1971 seinen Juris Doctor. Noch im selben Jahr wurde er in die Anwaltschaften von New York, von Maryland, des District of Columbia und der Amerikanischen Jungferninseln aufgenommen. Frazer wurde nun als Anwalt tätig. Daneben arbeitete er im Bankgewerbe, unter anderem für die Manufacturers Hanover Trust Company und die Security Trust Company.
Im Jahr 1994 wurde er als Unabhängiger in den 104. Kongress gewählt und vertrat dort die Amerikanischen Jungferninseln als Delegierter vom 3. Januar 1995 bis zum 3. Januar 1997 im Repräsentantenhaus. Bei den Wahlen zum 105. Kongress konnte er seinen Sitz nicht verteidigen.